# Prays friesei
Prays friesei là một loài bướm đêm thuộc họ Yponomeutidae. Nó được tìm thấy ở quần đảo Canaria và Madeira.
Ấu trùng có thể ăn Jasminum odoratissimum and/or Picconia excelsa. Chúng ăn lá nơi chúng làm tổ.